# Andover (Massachusetts)
Andover és una població dels Estats Units a l'estat de Massachusetts. Segons el cens del 2000 tenia 31.247 habitants.

## Demografia
Segons el cens del 2000, Andover tenia 31.247 habitants, 11.305 habitatges, i 8.490 famílies. La densitat de població era de 389,1 habitants per km².
Per edats la població es repartia de la següent manera: un 28,8% tenia menys de 18 anys, un 4,7% entre 18 i 24, un 27,5% entre 25 i 44, un 26,8% de 45 a 60 i un 12,3% 65 anys o més.
L'edat mediana era de 40 anys. Per cada 100 dones de 18 o més anys hi havia 87,9 homes.
La renda mediana per habitatge era de 87.683 $ i la renda mediana per família de 104.820$. Els homes tenien una renda mediana de 78.291 $ mentre que les dones 44.292$. La renda per capita de la població era de 41.133$. Entorn del 2,5% de les famílies i el 3,9% de la població estaven per davall del llindar de pobresa.